# Festival Imago Sloveniae
Festival Imago Sloveniae - Podoba Slovenije je festival, katerega začetki segajo v julij leta 1986, ko se je v starem delu Ljubljane v sodelovanju z gostinci odvil kratek kulturni program. Prireditve so potem prerasle v poletni festival z zdajšnjim imenom, ki se odvija v starih mestnih jedrih slovenskih mest.
Večino dogodkov predstavljajo koncerti stare in klasične glasbe. Mesta za sodelovanje v projektu Imago Sloveniae plačujejo članarino.

### Zgodovina
Leta 1988 je bilo ustanovljeno Društvo za oživljanje kulturne podobe starega mestnega jedra, ki je organiziralo poletne kulturne prireditve v stari Ljubljani.
Projekt Imago Sloveniae - Podoba Slovenije je bil prvič predstavljen 18. februarja 1994 na Brdu pri Kranju. Njegov idejni oče je bil Primož Lorenz s sodelavcema Nacetom Šumijem in Bogomirjem Kovačem. Namen projekta je bila revitalizacija starih mestnih jeder z gradovi in cerkvami, v povezavi s spodbujanjem trgovine in turizma. Stara mestna jedra v Sloveniji so namreč veljala za prostor ostarelih in socialno ogroženih.